# Останній поцілунок
«Останній поцілунок» (італ. L'ultimo bacio) — італійський трагікомедійний фільм 2001 року, режисера Габріеле Муччіно. У 2006 році американський режисер Тоні Голдвін створив римейк «Прощальний поцілунок» (The Last Kiss).

## Сюжет
Працівник рекламного агентства Карло (Стефано Аккорсі) та його друзі наближаються до порогу тридцятилітнього віку. Безтурботне життя юності закінчується, і пора задуматися, чи готовий він взяти на свої плечі тягар глави сімейства, адже у його співмешканки Джулії (Джованна Меццоджорно) має народитися їхня дочка. Життя та смерть, ненависть і любов — усе це тільки грані людського життя.

## Ролі виконують
- Джованна Меццоджорно — Джулія
- Стефано Аккорсі — Карло
- Стефанія Сандреллі — Анна
- Мартіна Стелла — Франческа
- П'єрфранческо Фавіно — Марко
- Клаудіо Сантамарія[it] — Паоло
- Сабріна Імпаччіаторе — Лівія
- Джорджо Пазотті[it] — Адріано
- Серджіо Кастеліто — професор Євгеніо Бонетті
- Марко Коччі[it] — Альберто
- Кармен Консолі — коханка Альберто

## Нагороди
- 2001 Премія Давида ді Донателло[1]:
  - за найкращу режисерську роботу — Габріеле Муччіно
  - найкращому продюсерові[it] — Доменіко Прокаччі
  - за найкращу жіночу роль другого плану — Стефанія Сандреллі
  - за найкращий монтаж — Клаудіо Ді Мауро
  - найкращому звукорежисерові[it] — Гаетано Каріто
- 2001 Премія «Срібна стрічка» Італійського національного синдикату кіножурналістів:
  - за найкращу жіночу роль другого плану[it] — Стефанія Сандреллі
  - за найкращий монтаж[it] — Клаудіо Ді Мауро
  - найкращому звукорежисерові[it] — Гаетано Каріто
- 2001 Премія Золота хлопавка кіножурналу «Хлопавка»[it] (Італія):
  - за найкращу чоловічу роль — Стефано Аккорсі
  - за найкращий сценарій — Габріеле Муччіно
  - за найкращий монтаж — Клаудіо Ді Мауро
- 2001 Премія Еніо Флайано (Premio Flaiano):
  - за найкращу жіночу роль (Premio Flaiano all'interprete femminile) — Джованна Меццоджорно
  - за найкращий монтаж (Premio al montaggio) — Клаудіо Ді Мауро
  - за найкращу жіночу роль другого плану (Premio all'interprete femminile non protagonista) — Сабріна Імпаччіаторе